# ملعب كارديف سيتي
ملعب كارديف سيتي هو ملعب يستخدم للعبتي كرة القدم والرجبي يقع في كارديف عاصمة ويلز. يسع الملعب لجلوس 26،828 متفرج. يعتبر الملعب الرسمي الذي يخوض فيه نادي كارديف سيتي مبارياته. تم افتتاح الملعب في 22 يوليو 2009.